# HD 107193
HD 107193，又名BD+75 470，SAO 7540、HR 4687，是一颗恒星，视星等为5.38，位于銀經125.72，銀緯41.79，其B1900.0坐标为赤經12h 14m 20.8s，赤緯+75° 41.79′ 56″。